# Youtuber
Youtuber je osoba, která na internetovém serveru YouTube aktivně nahrává videa. Jde také o označení influencerů působících právě na této platformě. Pro významné youtubery s mnoha fanoušky je tato platforma díky příjmům z reklamy i živností. Trend youtuberů se rozšiřuje na úkor tradičních médií jako například televize.

## Charakteristika
Youtubeři nejsou klasickými celospolečenskými celebritami, ale na svou cílovou skupinu mívají větší vliv než celebrity z tradičních médií, mezi mladistvými jsou často také mnohem populárnější. Dle diplomové práce Jakuba Sedláčka z Filozofické fakulty UK tuto skutečnost ovlivňují čtyři hlavní faktory: familiárnost, autenticita, spřízněnost a informační hodnota. Podle studie společnosti TNS Aisa byl YouTube v roce 2014 nejsledovanějším médiem ve věkové kategorii do 35 let.

### Dělení dle činnosti
Youtubery lze dělit podle typů a žánrů jejich videí, například na:
- Video blogger (zkráceně vloger) vytváří a publikuje videa na různá témata. Glosuje a paroduje různé události a videa jiných.
- Tvůrce let's playů (let's player) komentuje a přidává své poznámky a hlášky k hraní počítačových her.[12] Pro tento typ youtuberů byla vyčleněna platforma YouTube Gaming, která kromě videí podporuje živé vysílání herního obsahu.
- Beauty vlogeři se věnují líčení a kosmetice. Natáčí například hauly, kde zkouší a ukazují nakoupené zboží, nebo DIY (do it yourself), kde vlastnoručně vyrábějí různé výrobky.
- Pranksteři jsou uživatelé natáčející tzv. „pranky“, tj. videa, ve kterých zkouší vtipným způsobem nějak nachytat ostatní osoby, nebo provádějí různé sociální experimenty.
- Streamer je youtuber, který natáčí videa přes livestream a baví lidi online, hraje hry, povídá příběhy ze svého života. Záznamy z těchto streamů též často nahrává na svůj YouTube kanál.
- Booktuber tvoří videa, která se týkají čtení a knih.

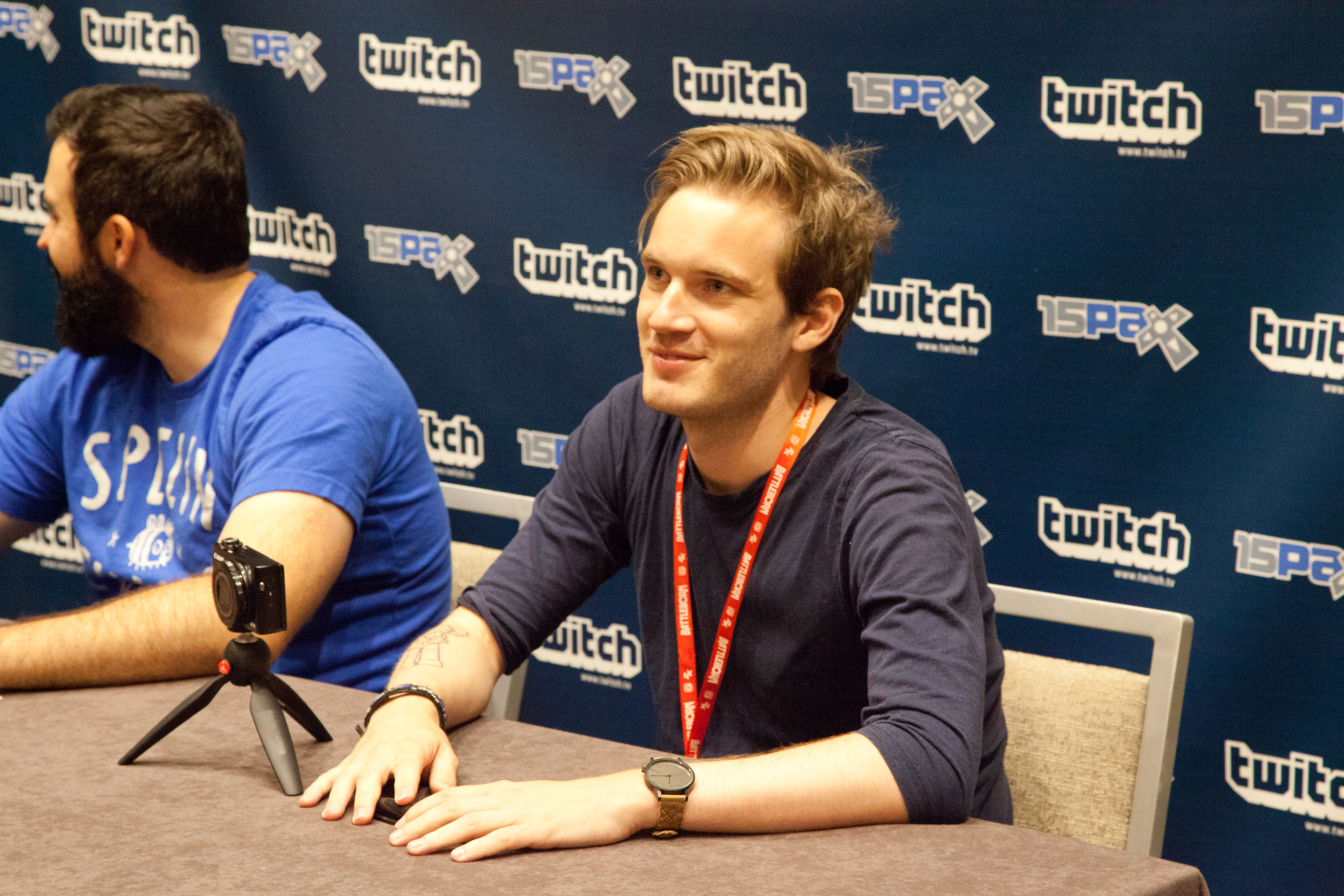
PewDiePie (2015)

### Vystupování v realitě
Youtubeři vystupují na vlastních festivalech, jako je americký Vidcon nebo český Utubering, 4Fans či Grand ShowTime. Pro náhodnější setkání s fanoušky dělají tzv. meetupy. Podle úrovně tvorby a počtu fanoušků získávají ocenění v soutěžích Czech Social Awards. Mívají agentury, které je zastupují, v Česku například Subscribe, GetBoost či Tubrr, na Slovensku pak figuruje zejména Vidadu.

### Vydělávání peněz
Úspěšní youtubeři, kteří mají dostatek odběratelů a hodin sledování jejich videí za poslední rok, dle pravidel více než tisíc odběratelů a 4000 hodin, mohou na svých videích vydělávat. V nastavení svého kanálu zapnou zobrazování reklam ve svých videích („zpeněžení“), každé zobrazení těchto reklam následně přináší určitou finanční částku, odvíjenou dle několika faktorů, jako např. druhu reklam nebo zemi původu. Společnost TubeMogul ve své studii z roku 2010 zjistila, že v roce 2009 si tímto způsobem vydělalo zhruba 10 youtuberů více než 100 tisíc dolarů ročně.
Youtubeři se používají kvůli své široké, především mladé komunitě také v marketingu. Ti jim za peníze dělají reklamy na různé produkty či služby, někdy je reklama skrytá, nebo jde o product placement. Spolupracují s nimi firmy nebo orgány státní správy, které chtějí komunikovat s mladou generací (v rámci vzdělávání nebo propagace určitých myšlenek a doporučení, jako např. nebezpečí řízení po požití alkoholu atd.). V České republice první spolupráci s youtubery v této oblasti navázala Rada vlády pro udržitelný rozvoj, která spolupracovala s Martinem Rotou při komunikaci Cílů udržitelného rozvoje. Jeho video mělo během několika hodin více zhlédnutí než Obamova řeč na podobné téma v OSN. Za pět videí od DeniseTV, další dvě od Carrie Kirsten a ještě 14 příspěvků na sociálních sítích této dvojici youtuberů zaplatila agentura Czech Tourism 241 tisíc korun.
Někteří youtubeři si nechávají vyrábět také merchandising, jejich loga, tváře a další se otiskují na různé předměty jako trička, kosmetika a další oblečení. V Česku se na merchandising youtuberů specializuje firma RealGeek.

## Čeští a slovenští youtubeři
První youtubeři se v Česku začali objevovat kolem roku 2010. Šlo především o tzv. let's play. V roce 2012 se poprvé youtubeři dostali do mainstreamových médií, šlo například o ViralBrothers.
Youtubeři se stali velkým trendem také v geografické oblasti někdejšího Československa, stovky lidí se tímto způsobem života živí. K roku 2022 je nejodebíranějším Slovákem Daniel Sebastián Štrauch vystupující pod přezdívkou GoGoManTV s více než 1,8 miliony odběratelů a v Česku je nejodebíranější Jan Macák vystupující pod přezdívkou MenT s 1,4 miliony odběratelů.
Média často vytvářejí výběry nejlepších youtuberů. Cena Czech Social Awards je udělována blogerům a youtuberům podle různých kritérií napříč celou scénou. Časopis ABC vybral v červnu 2014 pět nejzajímavějších českých a slovenských youtuberů: vlogger GoGoManTV (podle ABC „jednoznačně nejúspěšnější československý youtuber“), dvojice MadBros, let's player Pedro, Vidrail a McCitron. Časopis Forbes zveřejnil v roce 2015 žebříček nejvlivnějších Čechů na sociálních sítích, v kterém se umístilo také několik youtuberů a youtuberek. Třetí místo obsadili ViralBrothers, osmé Teri Blitzen a deváté místo Hoggy, youtubeři byli i na dalších příčkách žebříčku. Od roku 2021 také každoročně zveřejňuje žebříček nejlépe placených českých youtuberů.
V Česku se každoročně koná několik youtuberských festivalů a akcí. Mezi ně řadíme například Cinetube, 4Fans či Utubering.